# Gérgal
Gérgal es una localidad y municipio español situado en la parte central de la comarca de Los Filabres-Alhamilla, en la provincia de Almería, comunidad autónoma de Andalucía. Limita con los municipios almerienses de Nacimiento, Alboloduy, Santa Cruz de Marchena, Santa Fe de Mondújar, Gádor, Tabernas, Castro de Filabres, Olula de Castro, Bacares, Serón y Alcóntar, y con el municipio granadino de Baza.
El municipio gergaleño forma parte  a la Comarca Río Nacimiento  y comprende los núcleos de población de Gérgal —capital municipal—, Aulago, Las Aneas, Las Alcubillas, La Estación, Las Tablas, Arroyo de Verdelecho y El Almendral, así como el despoblado de Fuente Santa. En su término se encuentra el Observatorio de Calar Alto, sobre la cumbre de la sierra de los Filabres, y el aeródromo de Gérgal.

## Toponimia
El nombre de Gérgal tiene su raíz más antigua en la palabra latina serica, con un significado de pañuelo de seda. Este topónimo devino en jerga una vez llegado el dominio musulmán. Con el tiempo, la palabra fue evolucionando: Shargal => Xargal => Xergal. El cambio de la X inicial por J se produjo en 1742 por un cambio en la normativa de la RAE, para posteriormente pasar a usarse el nombre que conocemos hoy.

## Geografía física

### Situación
Integrado en la comarca de Los Filabres-Tabernas, se encuentra situado a 39 kilómetros de la capital provincial, a 120 de Granada y a 213 de Murcia. El término municipal está atravesado por la autovía A-92, que conecta las ciudades de Almería y Granada con Málaga y Sevilla.
| Noroeste: Baza (GR)              | Norte: Alcóntar y Serón           | Nordeste: Bacares                                    |
| Oeste: Nacimiento y Alboloduy    |                                   | Este: Olula de Castro, Castro de Filabres y Tabernas |
| Suroeste: Santa Cruz de Marchena | Sur: Santa Fe de Mondújar y Gádor | Sureste: Gádor y Tabernas                            |

### Riesgos naturales
El municipio de Gérgal todavía no cuenta con un PTEL que cumpla con la Ley 5/2010 sobre autonomía local.

## Naturaleza

### Geología
El municipio se encuentra dentro del Lugar de Interés Geológico "Subdesiertos de Almería" que tiene una extensión de más de 21.000 hectáreas. Su interés principal es por su singular geomorfología, además de por su valor cultural y paisajístico.

### Zonas Protegidas

#### Paraje Natural del Desierto de Tabernas
El Desierto de Tabernas, declarado Paraje Natural en 1989, se extiende por la mitad sur de su territorio, junto con los municipios de Tabernas, Alboloduy, Gádor y Santa Cruz de Marchena, y ofrece una variedad de recursos ambientales de interés, especialmente geológicos. En cuanto a la flora y vegetación, cabe destacar que presenta un elevado número de endemismos exclusivos del área, iberoafricanismos y especies raras a nivel mundial.
También es una Zona de Especial Protección para las Aves (ZEPA) por la riqueza de su avifauna.
El paraje constituye un reclamo cinematográfico y publicitario por su aridez, con cerca de tres mil horas de luz al año.
Por el municipio discurre el sendero PR-A 310 Camino de la Loma de Tablas, de tipo circular y con una longitud de 12 kilómetros.

## Historia
Gérgal o Xérgal aparece como fortaleza que controlaba el cruce de caminos entre Fiñana y Tabernas, y Almería con la parte occidental de la sierra de los Filabres. En torno a esta atalaya se apretujaban unas doscientas casas pequeñas y pobres, hechas de tierra y losas y cubiertas también con losas de pizarra procedente de los montes cercanos. El Padre Tapia, en su obra Historia general de Almería y su provincia, hace mención a los siete hornos de pan, ocho molinos harineros, tres almazaras y un alfar de cántaros, ladrillos y tejas que constituían los servicios e industria del lugar.
Xérgal fue reconquistada en 1489 por las tropas castellanas al mando de Don Íñigo López de Mendoza —Ier Marqués de Mondéjar y II Conde de Tendilla— y Don Álvaro de Bazán. Los Reyes Católicos la cedieron el 24 de junio de 1492 a Don Alonso de Cárdenas, Maestre de la Orden de Santiago, en régimen de señorío, tal y como aparece en un documento conservado en el Archivo General de Simancas.
Tras la Rebelión de los Moriscos (1568-1571) se instauró en Gérgal, al igual que en muchos pueblos del Reino de Granada, el patronazgo de San Sebastián por ser el santo preferido de Don Juan de Austria, hermanastro de Felipe II, que mandaba sobre las tropas cristianas. El capitán veía en el santo un modelo a imitar ya que era, al igual que él, un guerrero, militar y defensor de la fe hasta la muerte.
En 1572 su territorio fue ampliado con las poblaciones de Bacares, Velefique y Febeire bajo el señorío de Don Alonso de Cárdenas y Portocarrero, Ier Conde de la Puebla del Maestre. Tras la expulsión de los moriscos en 1610 llegaron repobladores procedentes en mayor medida de los reinos de Jaén y Toledo, así como de Valencia, Murcia, Navarra, Las Extremaduras y Asturias.
El historiador Henríquez de Jorquera describe los pueblos granadinos en su obra Anales de Granada (1646), y de Gérgal señala:

La villa de Xérgal la ponen algunos en el río de Almería y otros en la sierra de Moxacar por estar en las lindes, aunque lo más verosimil es en lo de Vacares. Alcança territorios fértiles, buena fortaleça y cantidad de seda, famosas arboledas y campos pasteños, caça y pesca, no faltándole pan y semillas. Dista de Granada casi veinte leguas a su levante. Habitanla al pie de cien vecinos en una parroquia, diócesis de Almería. Su fundación es de gentiles, si bien por conjeturas, mas los moros la ampliaron en población y la ganaron los católicos reyes. Es de señorío que hoy goça el conde de la Puebla, Marqués de Vacares, que pone en ella su gobernación.
Henríquez de Jorquera (1646)

En la descripción que hace D. Pascual Madoz sobre Gérgal, cita textualmente: "... en Gergal hay fab. de colchas y cobertores, cuyos géneros se llevan á vender á Galicia, Estremadura, Castilla y otros puntos, trayéndose de retorno lienzos...".
En 1833 fue creada la provincia de Almería, en la que se incluyó a Gérgal. En ese mismo siglo XIX adquirió la categoría de cabeza de partido judicial y fue tomando protagonismo con la llegada del ferrocarril Linares-Almería en 1895 para el desarrollo de la minería del hierro. En esos años también se incorporó al pujante cultivo de la uva de barco.

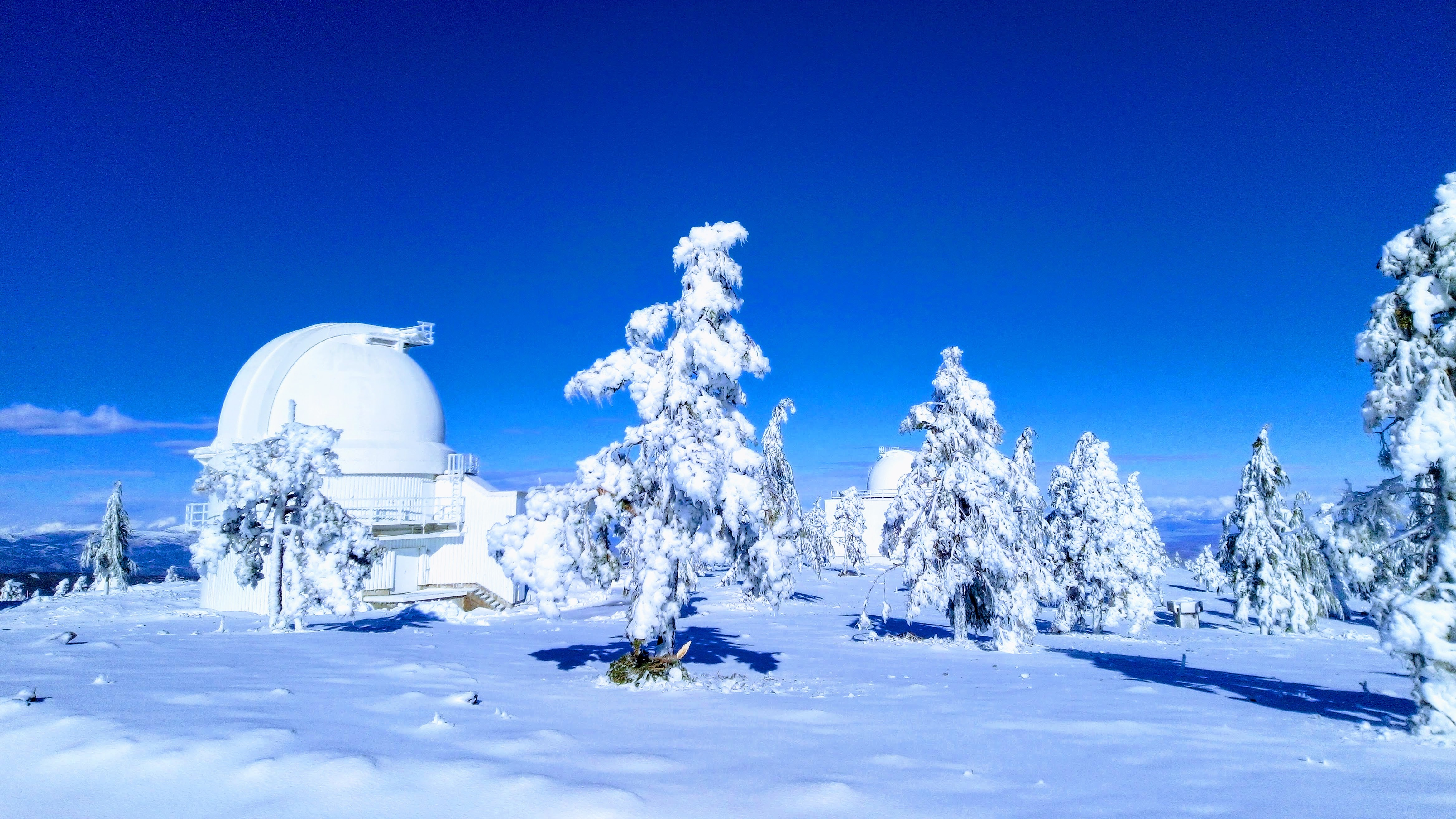
El Observatorio de Calar Alto, en Gérgal

Su descenso demográfico comenzó en los años treinta del siglo XX con la crisis minera y, por las consecuencias de la guerra civil española, fue a menos durante el difícil período de la Posguerra.
El 15 de noviembre de 1945 se produjo en Gérgal una de las mayores catástrofes ferroviarias de la historia de España. Dos trenes, uno de mercancías —conocido como "el Uvero" por el transporte de centenares de toneles con uva, en sentido Linares— y otro de viajeros —que transportaba unas trescientas personas, en sentido Almería—, colisionaron sobre la una de la madrugada entre las estaciones de Fuente Santa y Gérgal. En el accidente hubo cuarenta y un muertos y quinientos noventa y tres heridos según la versión oficial facilitada en la época, aunque testigos afirmaron que más de un centenar de personas pudieron perecer en el impacto. Dos vagones se incendiaron tras el choque debido al contacto de los mismos con los cables del tendido eléctrico de la línea, que provocó una potente descarga de 5.400 V. La tragedia se cobró también la vida del jefe de estación de Gérgal, el cual se suicidó al conocer lo que había pasado.
La localidad llegó a tener un juzgado de instrucción hasta 1965 y juzgado comarcal hasta 1973.
En julio de 1975 se inauguró en el municipio el Observatorio Astronómico de Calar Alto, gestionado actualmente por el Consejo Superior de Investigaciones Científicas (CSIC).
En 1981 el municipio fue uno de los escenarios del infame Caso Almería. Un monumento conmemora a las víctimas.

## Geografía humana

### Organización territorial
Además de la cabecera municipal, Gérgal cuenta también con varias entidades de población según el nomenclátor publicado por el Instituto Nacional de Estadística: Las Alcubillas, El Almendral, Las Aneas, Arroyo de Verdelecho, Aulago, El Calar Alto, El Cortijo Alto, La Estación, Fuente Santa, Portocarrero y Las Tablas.

### Demografía

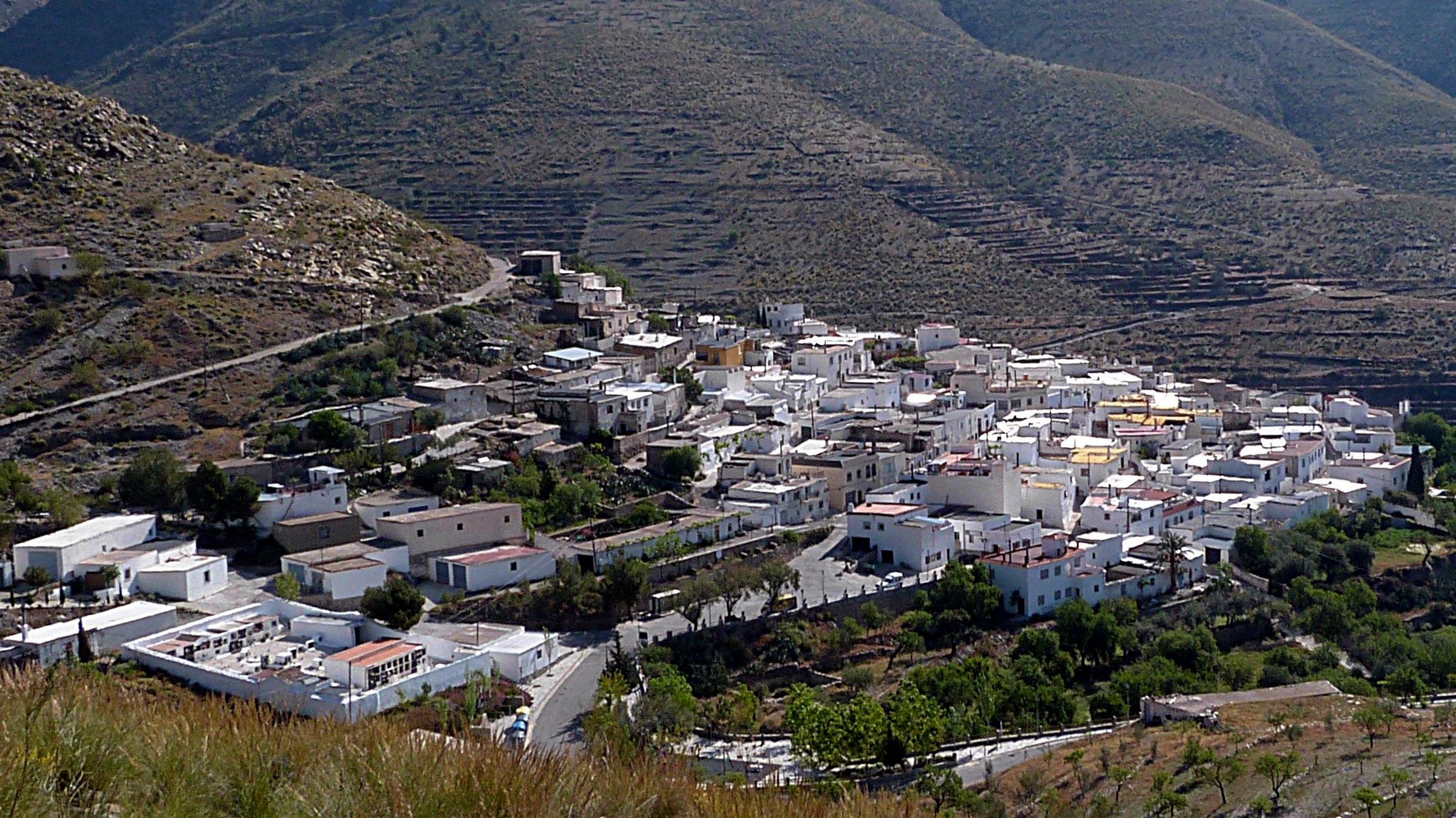
Vista de la pedanía de Aulago

Cuenta con una población de 1191 habitantes (INE 2024).
| Gráfica de evolución demográfica de Gérgal entre 1842 y 2021 |
| |
| Población de derecho según los censos de población del INE. Población de hecho según los censos de población del INE.Entre el censo de 1857 y el anterior, disminuye el término del municipio porque independiza a Doña María. |

Según el Instituto Nacional de Estadística de España, en el año 2020 Gérgal contaba con 1 080 habitantes censados, que se distribuyen de la siguiente manera:
| Unidad poblacional   | Hab.  |
| -------------------- | ----- |
| Gérgal               | 905   |
| Aulago               | 57    |
| Las Aneas            | 44    |
| Las Alcubillas       | 37    |
| La Estación          | 22    |
| Las Tablas           | 9     |
| Arroyo de Verdelecho | 3     |
| El Almendral         | 2     |
| TOTAL                | 1 080 |

### Comunicaciones

#### Carreteras
Las principales vías de comunicación que transcurren por el municipio son:
| Identificador | Denominación                                          | Itinerario                  |
| ------------- | ----------------------------------------------------- | --------------------------- |
| A-92          | Autovía A-92                                          | Sevilla - Almería           |
| A-1178        | De Serón a Gérgal                                     | Serón - Gérgal              |
| AL-3410       | De la AL-3407 en Las Alcubillas Altas a la A-92       | Las Alcubillas Altas - A-92 |
| AL-4404       | De la A-92 a El Calar Alto por Aulago                 | A-92 - El Calar Alto        |
| AL-4405       | De Gérgal a El Almendral por Las Aneas                | Gérgal - El Almendral       |
| AL-4406       | De la A-1178 a la AL-3102 por Olula de C. y Castro F. | A-1178 - AL-3102            |

Algunas distancias entre Gérgal y otras ciudades:
| Ciudades | Distancia (km) |
| -------- | -------------- |
| Tabernas | 22             |
| Almería  | 39             |
| Granada  | 120            |
| Jaén     | 177            |
| Murcia   | 213            |

### Ferrocarril
Por el municipio también pasa la línea Linares Baeza-Almería que une la ciudad de Almería con Guadix hacia Granada o hacia Madrid. La estación de Gérgal dispone de servicios de Larga y Media Distancia operados por Renfe.

### Transporte aéreo
En el municipio existe un aeródromo con una pista de cera de un kilómetro de longitud que sirve como base para los aviones de extinción de incendios. Dispone de depósitos de combustible, de agua y de retardante amónico.

### Economía

#### Evolución de la deuda viva municipal
| Gráfica de evolución de deuda viva del Ayuntamiento de Gérgal entre 2008 y 2019                                |
| |
| Deuda viva del Ayuntamiento de Gérgal en miles de euros según datos del Ministerio de Hacienda y Ad. Públicas. |

## Símbolos
Gérgal cuenta con un escudo propio, aunque se desconoce la fecha de adopción. Se sabe que es anterior a 1925 ya que, en ese año, se aprobó el escudo provincial de Almería, donde se incluye en el cuarto cuartel un «losanjado de gules y plata con torre albarranada de oro», representando a Gérgal.
Sin embargo, actualmente el escudo gergaleño no está oficializado conforme a la normativa autonómica que entró en vigor a principios del siglo XXI: la Ley 6/2003, de 9 de octubre, de Símbolos, tratamientos y registro de las Entidades Locales de Andalucía. Esta regula la adopción, modificación, rehabilitación, uso y protección de los escudos heráldicos y banderas de todas las entidades locales de la comunidad, y establece la obligatoriedad de inscribirlos en el registro que tiene la Consejería de la Presidencia de la Junta de Andalucía a efectos de darles presunción de legalidad y validez.
Al no haber sido nunca inscrito el escudo Gérgal en ese sitio, denominado Registro Andaluz de Entidades Locales (RAEELL), carece de oficialidad, aunque esta circunstancia alegal no evita su uso generalizado por parte del consistorio, asociaciones del municipio y otras administraciones públicas.

### Escudo
El blasón que viene usando el municipio tiene la siguiente descripción:

En campo losanjado de plata (blanco) y gules (rojo), un castillo semiderruido, en su color, mazonado y aclarado de sable (negro). Lo rodea una cinta de plata con la leyenda "Hospitalaria Villa de Gérgal" de caracteres de sable. Al timbre, corona mural de cuatro torres.

## Política
Los resultados en Gérgal de las últimas elecciones municipales, celebradas en mayo de 2023, son:
| Elecciones Municipales - Gérgal (2023) | Elecciones Municipales - Gérgal (2023)   | Elecciones Municipales - Gérgal (2023) | Elecciones Municipales - Gérgal (2023) | Elecciones Municipales - Gérgal (2023) |
| Partido político                       | Partido político                         | Votos                                  | %Válidos                               | Concejales                             |
| -------------------------------------- | ---------------------------------------- | -------------------------------------- | -------------------------------------- | -------------------------------------- |
|                                        | Partido Socialista Obrero Español (PSOE) | 255                                    | 48,02%                                 | 5                                      |
|                                        | Partido Popular (PP)                     | 108                                    | 20,33%                                 | 2                                      |
|                                        | Ciudadanos (Cs)                          | 61                                     | 11,48%                                 | 1                                      |
|                                        | Vox                                      | 52                                     | 9,79%                                  | 1                                      |

### Alcaldes
| Legislatura | Nombre                      | Grupo |
| ----------- | --------------------------- | ----- |
| 1979-1983   | José Montoya Aparicio       | UCD   |
| 1983-1987   | José Montoya Aparicio       | AP    |
| 1987-1991   | Carlos Maeso Moreno         | AIDA  |
| 1991-1995   | José Mateo Martínez         | PSOE  |
| 1995-1999   | Juan León Hernández         | PSOE  |
| 1999-2003   | Leonor María Membrive Gómez | PSOE  |
| 2003-2007   | Leonor María Membrive Gómez | PSOE  |
| 2007-2011   | Leonor María Membrive Gómez | PSOE  |
| 2011-2015   | Miguel Guijarro Parra       | PP    |
| 2015-2019   | Miguel Guijarro Parra       | PP    |
| 2019-2023   | Miguel Guijarro Parra       | PP    |
| 2023-act.   | Antonia Contreras Ortega    | PSOE  |

## Servicios

### Sanidad
Gérgal pertenece a la zona básica de salud de Río Nacimiento, con sede en Abla, en el distrito sanitario de Almería. El municipio cuenta con tres consultorios médicos, situados uno en la calle Sebastián Pérez, n.º 3, de Gérgal, otro en Aulago y el otro en Las Alcubillas.

### Educación
El único centro educativo que hay en el municipio es:
| Denominación genérica                    | Nombre del centro    | Naturaleza | Dirección               |
| ---------------------------------------- | -------------------- | ---------- | ----------------------- |
| Colegio de educación infantil y primaria | CEIP Antonia Artigas | Público    | C/ Sebastián Pérez, 168 |

## Cultura

### Patrimonio
Pinturas rupestres

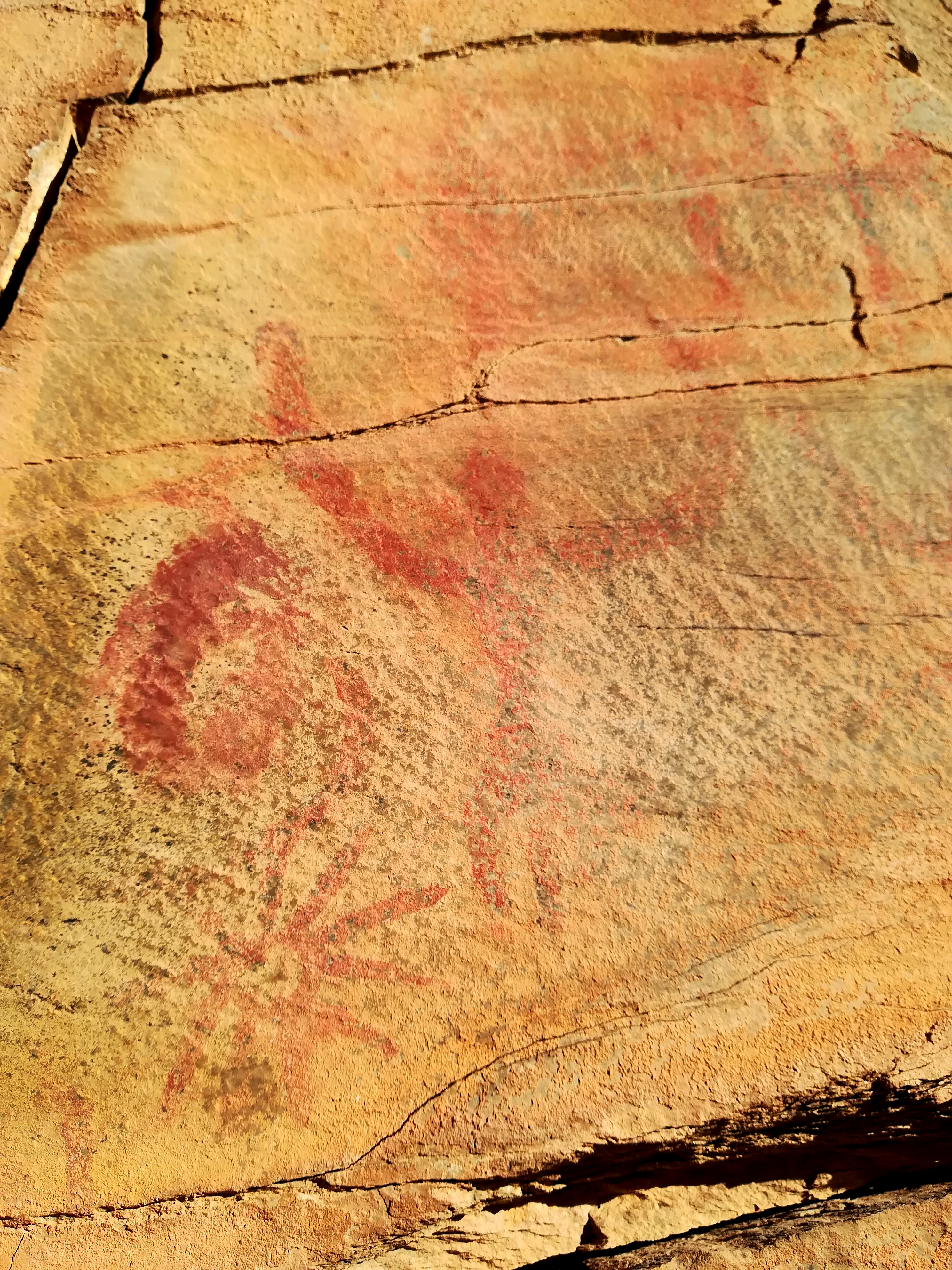
Pinturas del friso de Portocarrero

En el municipio se encuentra una serie de pinturas rupestres situadas a lo largo de la rambla de Gérgal. Entre ellas destacan los Abrigos del Peñón de las Juntas I y II, la Piedra del Sestero y el Friso de Portocarrero. Algunas de ellas, como en el Peñón de las Juntas I, han desaparecido por desprendimientos. 
En 2016, en la localidad Aulago, apareció en un balate (o muro de contención) dos piedras con pinturas rupestres. Una tenía la forma de un animal, la otra no se pudo definirse. Ambas piedras, por autorización de la Comisión Provincial de Patrimonio Histórico, fueron extraídas y depositadas en el Museo de Almería para su tutela y estudio.
Por otra parte, existen los restos de necrópolis argáricas de Prado de Bocanegra, los poblados de la Edad del Bronce de La Umbría, Cortijo del Cura Morales, y el Cortijo de Francisco Carreño.
Castillo de Gérgal
Entre los monumentos y edificios históricos más señalados destaca el Castillo de Gérgal, del siglo XVI, aunque se cree que hacia el siglo XIII existía un torreón defensivo. Está construido en un cerro en la parte alta desde el que domina toda la población. Fue restaurado en 1970 y es de titularidad privada. En el extremo opuesto, se halla la torre de Loma de Tablas, de época medieval.

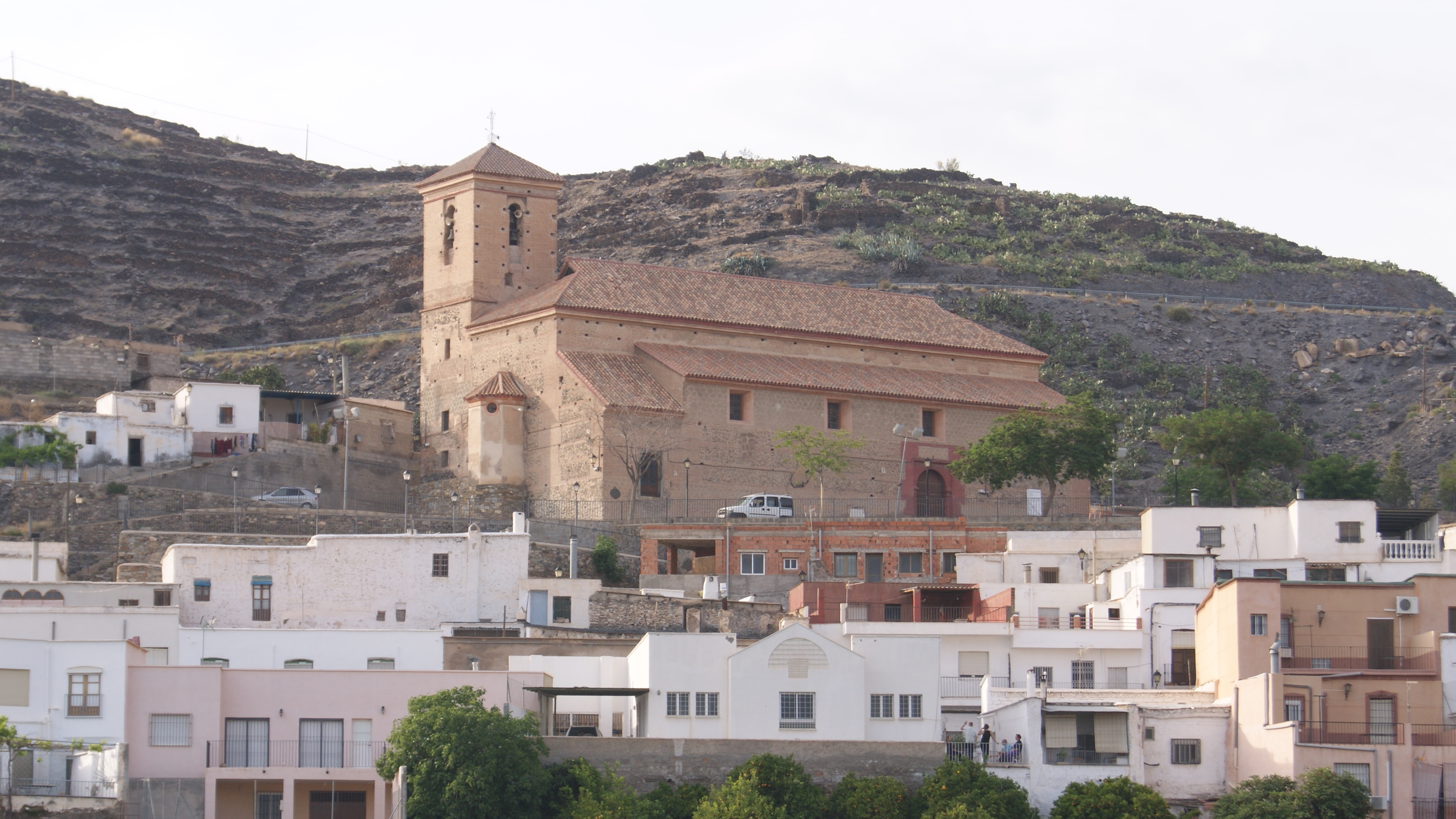
Iglesia de Nuestra Señora del Carmen
La iglesia de Nuestra Señora del Carmen fue construida a partir de 1640 frente al solar que ocupó la antigua iglesia de Santa María, situada junto al castillo, que fue destruida durante la Rebelión de los Moriscos. Fue reformada en 1771 según el proyecto del arquitecto Francisco Ruiz Garrido de Vera, aunque por falta de presupuesto no llegó a realizarse conforme estaba proyectado. Es un edificio formado por tres naves: la central está cubierta por una bóveda de madera de estilo mudéjar, sostenida por arcos fajones; y las laterales, por armadura de colgadizos. Sobre el crucero se encuentra representado el Sol de Portocarrero, escudo del obispo Juan de Portocarrero de Almería. Tiene un coro a los pies sobre la puerta principal. El altar mayor es de estilo barroco. La parte externa está formada por muros de mampostería de pizarra con refuerzos de ladrillo en las esquinas y cuenta con una torre campanario de planta cuadrada.
Puente de Gérgal

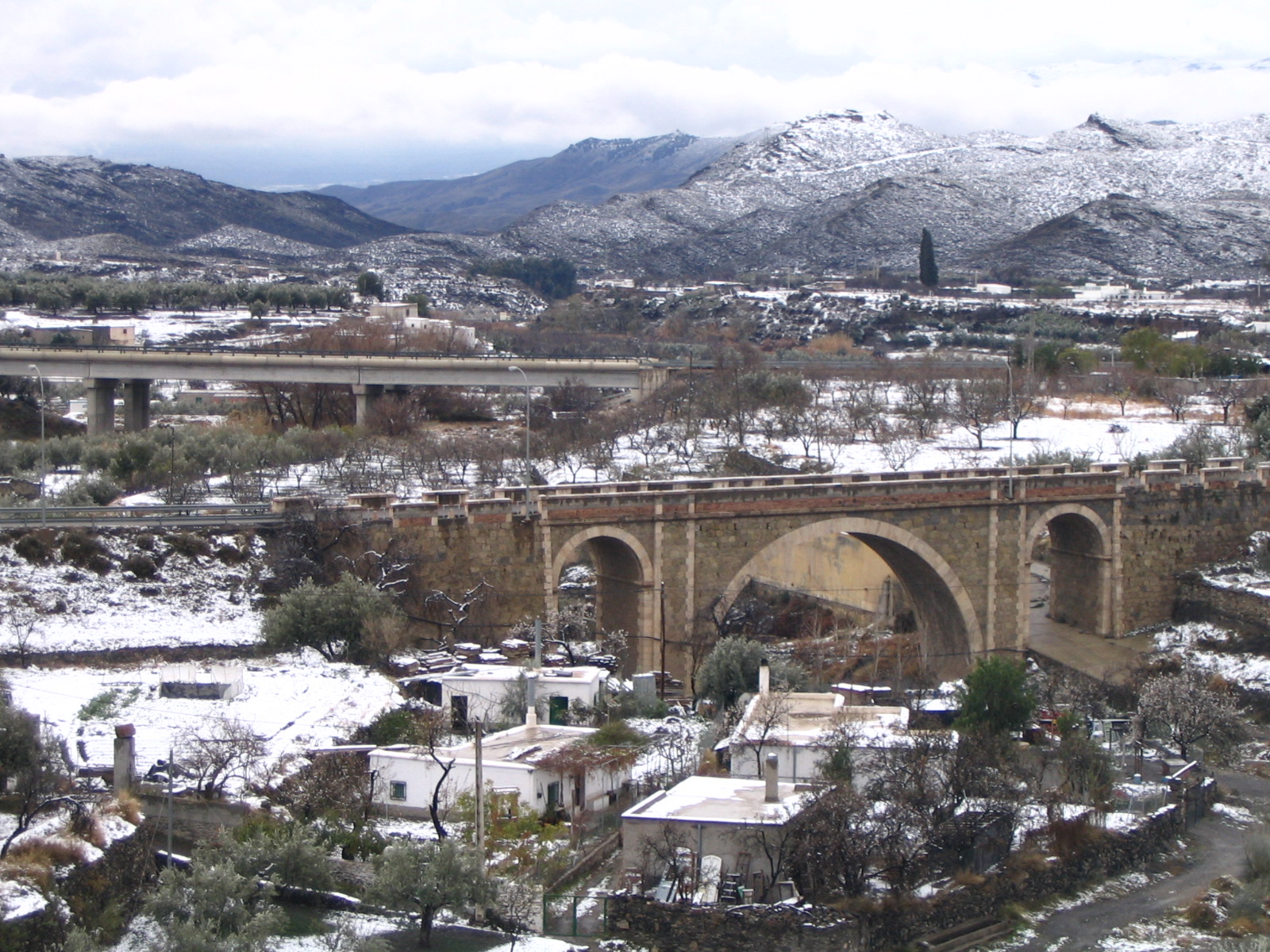
El puente de Gérgal

El puente de Gérgal, declarado Bien de Interés Cultural (BIC) en 2004, es una importante obra de ingeniería de finales del siglo XIX y principios del XX. Se comenzó su construcción en 1880, pero, por problemas aparecidos en los terrenos, sufrió un retraso de veintiocho años. No sería hasta 1908 cuando se concluyó la obra bajo la dirección del ingeniero ferroviario José Molero Levenfeld. Realizado con piedra, barro y grandes bloques en los arcos y muros, consta de un gran arco central sobre el cauce principal de la rambla de Gérgal y dos arcos secundarios, uno a cada lado, para acoger una gran avenida de agua, frecuentes antiguamente con las tormentas de verano.
Otros
Aparte, existe la ermita de San Gregorio,  así como la estación del tren, y otras infraestructuras ferroviarias.

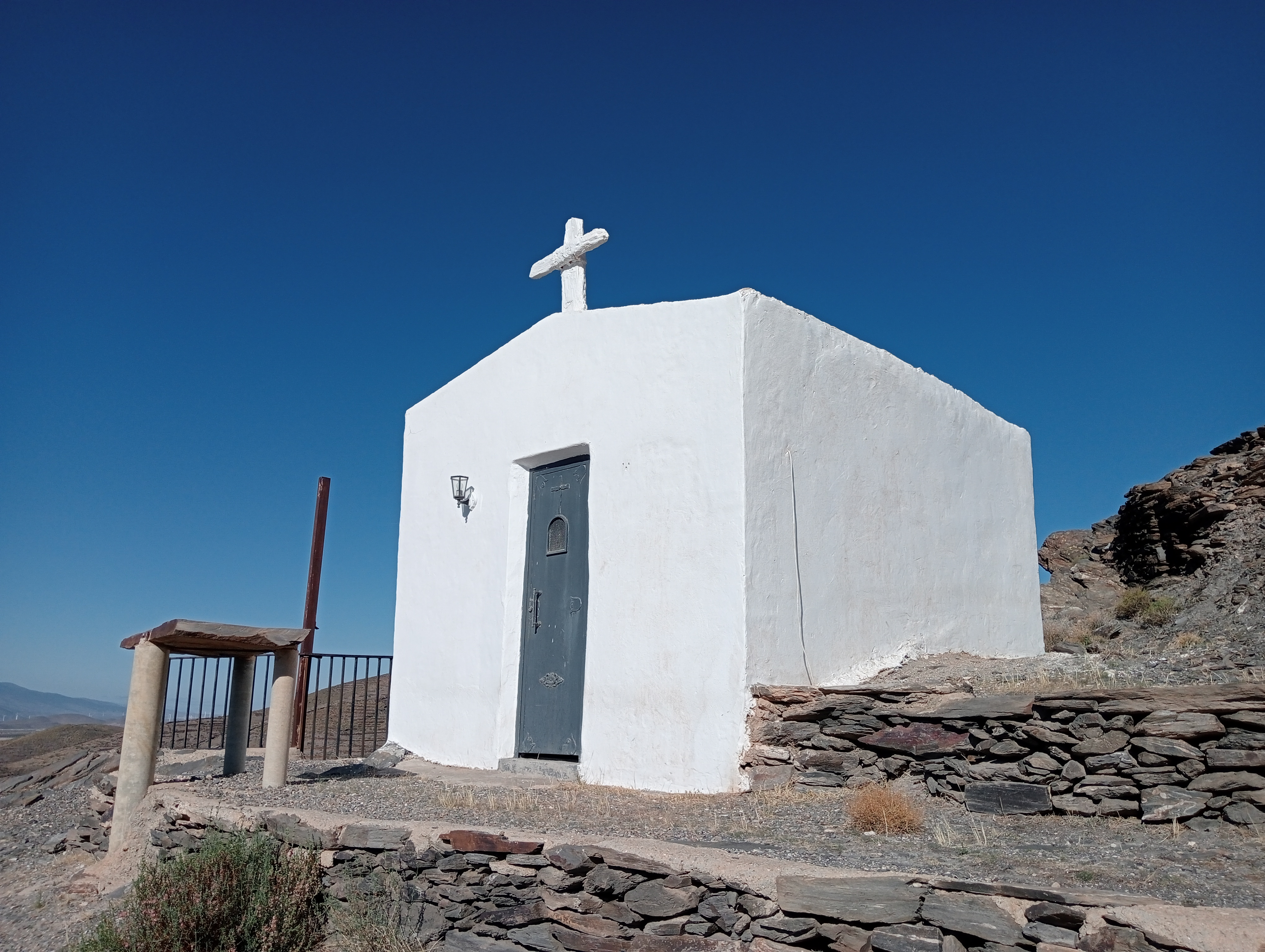
Ermita San Gregorio
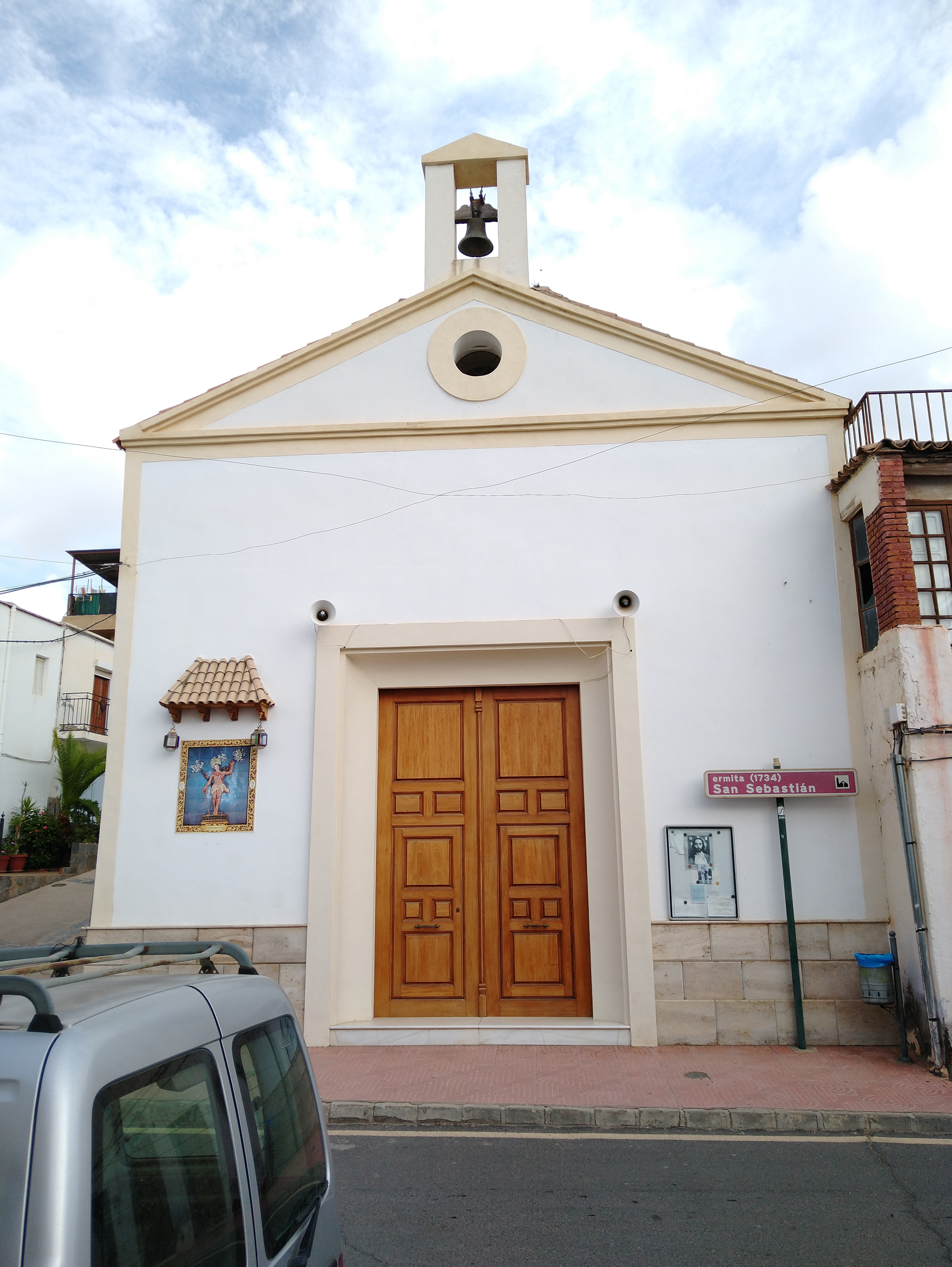
Ermita de San Sebastián
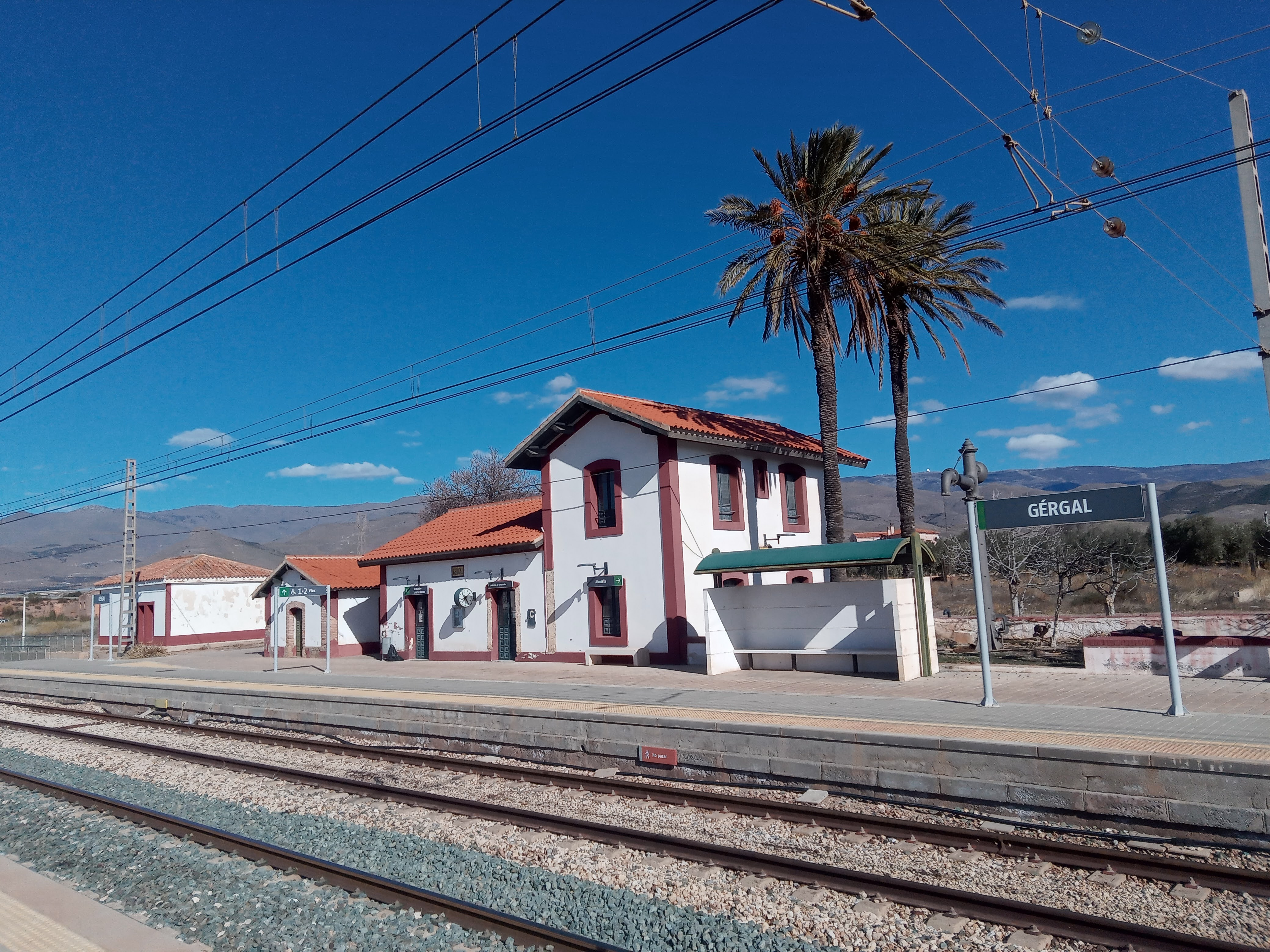
Estación de Gérgal
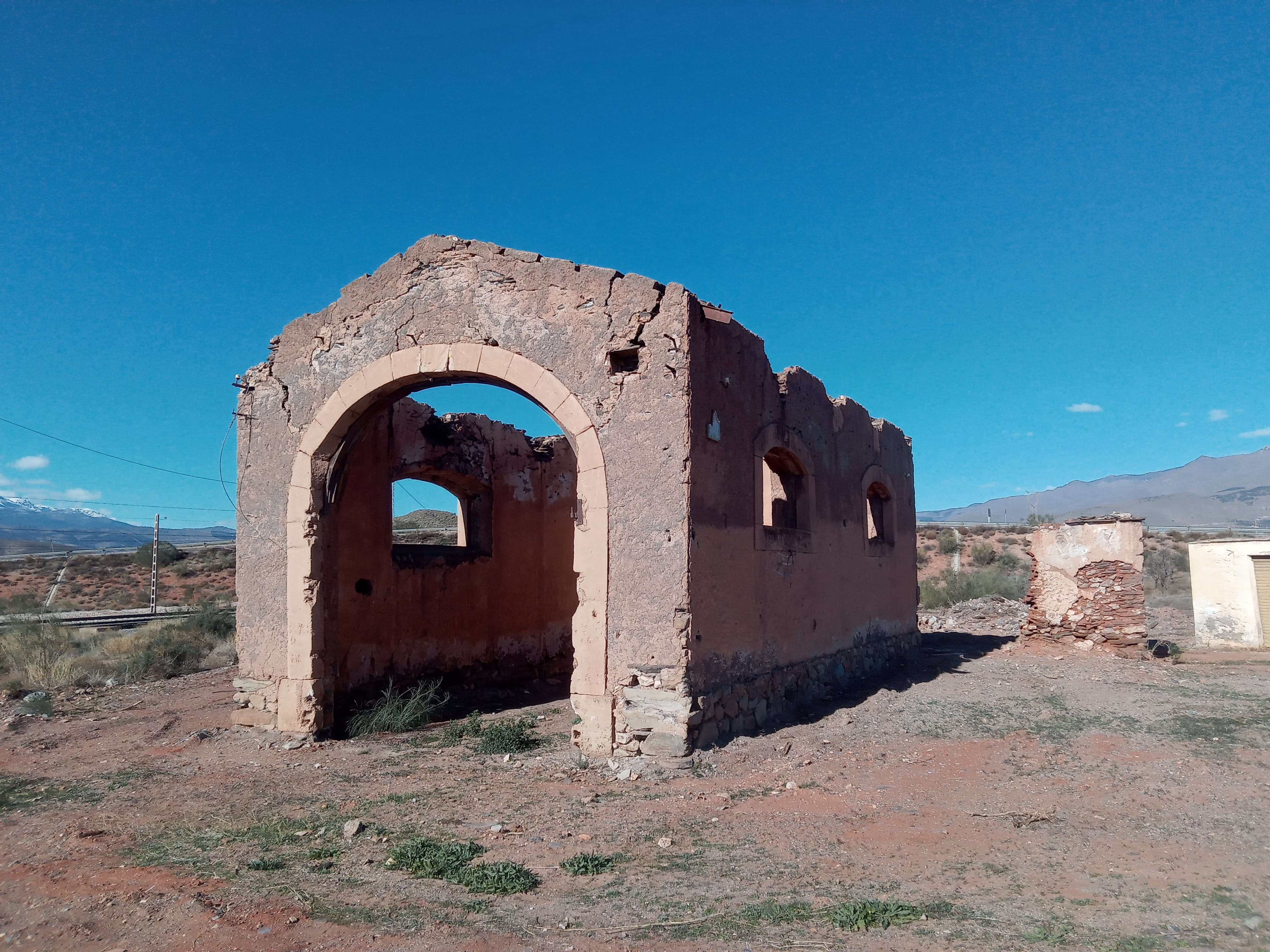
Antigua estación de Gérgal

### Patrimonio cultural inmaterial

#### Moros y cristianos
Gérgal celebra sus fiestas el fin de semana más próximo al 20 de enero en honor a San Sebastián, patrón del pueblo, que incluyen tres funciones de Moros y Cristianos. Participan entre doscientas cincuenta y trescientas personas conformando aproximadamente ocho agrupaciones, entre kábilas y cuadrillas, y emplean las típicas indumentarias que cada año son alquiladas en la localidad alicantina de Villena. Hay seis personajes principales: dos capitanes, dos generales y dos alabarderos.  Se concentran en la plaza Vieja, desfilan por las calles y representan durante tres días tres actos con textos que versan sobre las luchas de ambas tropas en la época de la Reconquista por la imagen del santo y la toma del Castillo de Gérgal. Los principales factores que han contribuido a su notoriedad son, por un lado, la Hermandad de San Sebastián que se encarga de su organización y funcionamiento y, por otro, la adopción del modelo levantino en su vestimenta, favoreciendo además con ello incorporación al ritual de la población femenina, que históricamente estuvo excluida. La representación comienza con la toma del castillo por el ejército moro, mientras que el cristiano lucha por recuperarlo. Se suceden así una serie de batallas denominadas guerrillas donde vencen alternativamente un bando y otro. El general cristiano pide a San Sebastián que interceda en la conversión de los moros al cristianismo. Finalmente, la tropa mora se convierte al cristianismo tras rezar un Credo su general. El general cristiano les perdona y se hermanan en la última jornada que finaliza este evento.

#### Fiesta de la Virgen del Carmen
Se desarrollan en agosto y atraen a numerosos vecinos, muchos de ellos emigrados. La Virgen del Carmen es patrona de Gérgal desde 1744, aunque en 1730 ya existía en el pueblo una hermandad. La misma desapareció durante largo tiempo y fue recuperada en 1996. Desde esa fecha, en la cual vuelve a recuperarse la hermandad, la Virgen sale en procesión a hombros de un grupo de mujeres que van vestidas con fajín blanco, camisa blanca y pantalón negro. El día de antes de la procesión, se realiza una ofrenda floral a la virgen. Al día siguiente se hace una misa y una posterior procesión, donde se recorre las calles del pueblo acompañada de una banda de música.
- Virgen de Fátima en la primera semana de mayo se celebran estos festejos populares que se inician con una verbena y acaba con una procesión de la Virgen de Fátima hasta su ermita.[45][46]

- Feria fin de semana próximo al 15 agosto[46]
- Meriendas Domingo de Resurrección[46]

### Gastronomía

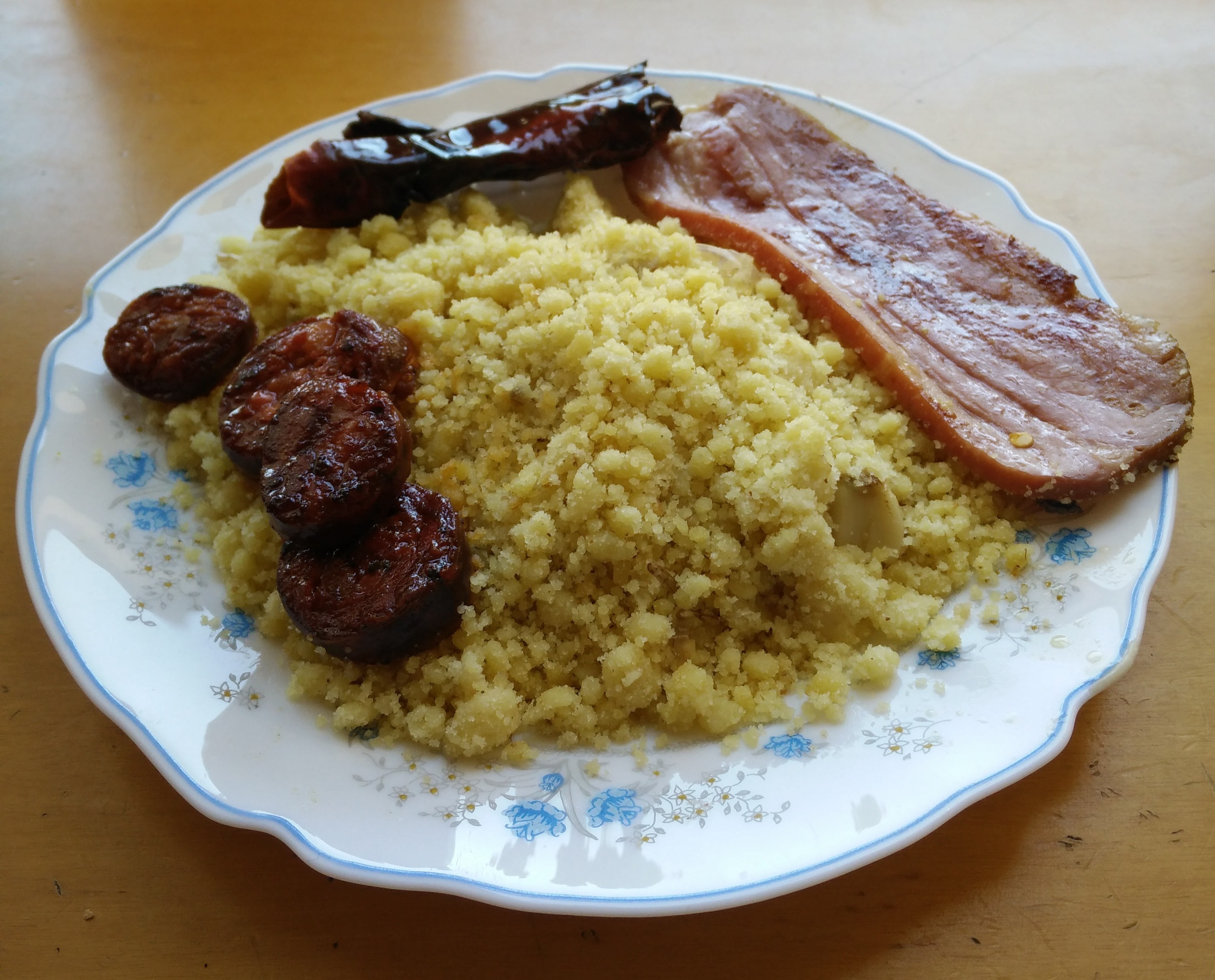
Migas

Ubicado en la parte central de la comarca de Los Filabres-Tabernas, destacan pimentón o caldo colorao, olla de trigo, guisillo, migas de harina, migas de pan, gurullos, berza u olla de berza,  gachas, tarvinas, tarvinas dulces, jaleos, hojuelas, fritá, papas fritas o a lo pobre, revoltillo, cocina o habillas en cocina, acelgas esparragás, guiso de acelgas, arroz caldoso, potaje de Semana Santa o de Cuaresma,  boladillos, choto al ajillo, conejo en salsa de almendras, conservas vegetales con escabeche de codorni, ajoblanco, lata de papas asás, tortilla de collejas, aceitunas aliñás

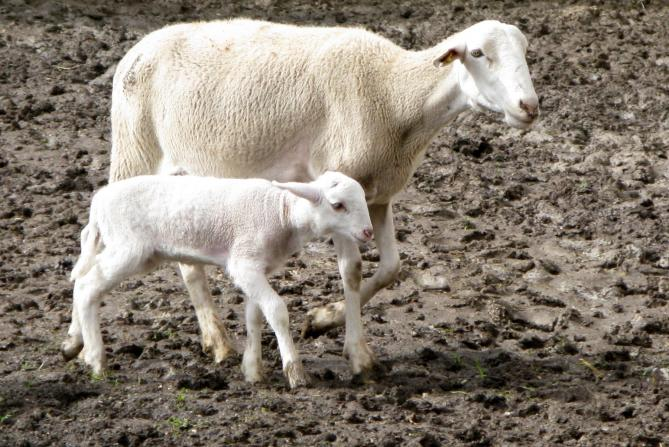
Oveja y cordero de la raza segureña.

Se encuentra entre los 144 municipios de la Indicación Geográfica Protegida del 'Cordero de las Sierras de Segura y la Sagra', por su producción del cordero segureño, raza conocida por su carne de color rosáceo con un excelente nivel de engrasamiento y textura tierna y jugosa. Sus propiedades, provenientes de un animal adaptado a la vegetación intermitente de la zona, rica en hierbas aromáticas, la hace apta para su preparado al horno, en salsa o a la brasa. 